# 電流密度
電流密度（でんりゅうみつど）は、単位面積に垂直な方向に単位時間に流れる電気量（電荷）のことであり、電気量についての流束である。
単位としては A/m² が用いられる。電気導体に電界 E が与えられたときの電流密度 J は、
{\displaystyle \mathbf {J} =\sigma \mathbf {E} }
である。ここに比例定数 σ は電気伝導率 あるいは導電率（conductivity）といい、単位は S/m である。電気伝導率の逆数 ρ=1/σ (Ω・m) を抵抗率（resistivity）あるいは固有抵抗（specific resistance）という。 
電気化学では、電極の単位面積あたりの電流の大きさを表すのに用いられる。電束電流の密度は電束密度の時間的変化である。

## 電流との関係
電流はスカラー値であり、電流密度とは異なる。その関係は下式の通りである。
{\displaystyle I=\mathbf {J} \cdot \mathbf {A} }
ここで I は電流、 J は電流密度、 Aは断面積である。2つの量のドット積により、スカラー量である電流が得られる。